# Adventurespil
Adventurespil (på dansk også benævnt som Eventyrspil) er normalt computerspil der enten handler om at udforske og løse opgaver i diverse verdener, eller handler om at udfordre spillerens hjerne gennem mere eller mindre logiske puzzles. Spillene er tur-baserede, man kan bruge lige så lang tid det skal være om hvert træk.  

## Historie
De første adventurespil var udviklet på mainframe computere, og først senere flyttet til personlige computere.  Det allerførste spil hed Adventure, og gav navn til hele genren.  Versionen af det spil til personlige computere blev kaldt Colossal Cave.  Et andet langt mere omfattende spil fra denne epoke var Dungeon, der blev kendt som Zork-serien i pc versionen.   Spillet blev nemlig opsplittet i flere dele, da de tidlige PC ikke kunne indeholde det hele.
Senere begyndte adventurespil at blive udviklet direkte til de personlige computere, med Level 9 som det dominerende udviklingsfirma.  Level 9 introducerede en fælles spilmotor hvorpå de enkelte spil var skrevet, hvilket både lettede udviklingen og porteringen af spil til forskellige platforme.  
Efterhånden som de personlige computeres lagerplads øgedes, begyndte man at introducere stilstående billeder i spillene, som supplement til beskrivelsen af de enkelte steder.  Hobitten er et eksempel på dette.
Sit helt store gennembrud (og foreløbige højdepunkt popularitetsmæssigt) fik genren med Kings Quest serien, hvor hver lokalitet var beskrevet grafisk, og man kunne styre sin figur rundt.
Efterhånden mistede genren sin popularitet, de fleste foretrak spil i den nye action-adventure genre, hvor handlingen foregik i realtid.

## Interaktiv fiktion
De rene tekstbaserede adventurespil findes stadig, primært i form af interaktiv fiktion der mest skrives af hobbyister.
Nogle af de forskellige frie spilmotorer er nu så udviklede, at man ikke behøver kunne programmere  for at skrive interaktiv fiktion. Andre, som f.eks. Inform, er baseret på mere avancerede programmeringssprog.
I interaktiv fiktion er fokus flyttet fra ren opgaveløsning, til at fortælle en historie hvor læseren selv deltage.  Der er klare paralleller til bøger af "Du er helten i..."
typen.

## Eksempler på adventurespil
Her er et par eksempler på computerspil der falder ind under kategorien "adventurespil":
- Adventureland
- Broken Sword 1, 2, 3 og 4
- The Curse of Monkey Island
- Grim Fandango
- Hobbit, The
- Little Big Adventure
- Myst
- Prince of Persia
- Schizm